# Slaget vid Suru
Slaget vid Suru var ett slag 878 f.Kr. mellan det Assyriska imperiet och Babylon. Slaget stod i Sukuprovinsen i det babyloniska riket och assyrierna påstår sig ha segrat vid slaget samt erövrat fästningen i Suru. Detta är dock omdebatterat då Assyrierna strax efter slaget tvingades till fler strider norr om Suru och inga andra källor än deras egna nämner att de tog sig så långt söder ut under kung Assurnasirpal II. Enligt de Assyriska källorna skall en babylonisk ryttarkår ha tillfångatagits under slaget. Detta är intressant då det är en av de få källor som nämner den babyloniska arméns uppbyggnad under perioden.